# Негребівська сільська рада
Негребівська сільська рада — колишня адміністративно-територіальна одиниця та орган місцевого самоврядування у Ставищенському і Радомишльському районах Малинської і Волинської округ, Київської й Житомирської областей Української РСР з адміністративним центром у селі Негребівка.

## Населені пункти
Сільській раді на час ліквідації були підпорядковані населені пункти:
- с. Негребівка
- с. Товсте

## Населення
Кількість населення сільської ради станом на 1924 рік становила 2 207 осіб.

## Історія та адміністративний устрій
Створена 1923 року в с. Негребівка Кичкирівської волості Радомисльського повіту Київської губернії. 16 січня 1923 року до складу ради включено с. Гута-Забілоцька, хутори Гордів, Жиловець (за іншими даними — увійшов до складу Раковицької сільської ради), Лиса Гора, Сандрачі та колоній Красна Слобода, Товсте і Холявка ліквідованих Гуто-Забілоцької, Красно-Слобідської, Сандрачівської і Товстівської сільських рад Кочерівської волості. 7 березня 1923 року включена до складу новоствореного Ставищенського району Малинської округи. Після 1923 року х. Лиса Гора не значився в обліку населених пунктів. На вересень 1924 року в підпорядкуванні значилися х. Дощате та урочище Соболів. 13 березня 1925 року, відповідно до постанови ВУЦВК «Про точний розподіл території зліквідованої Малинської округи на Київщині між Київщиною й Волинню», сільську раду передано до складу Радомишльського району Житомирської (згодом — Волинська) округи. 28 вересня 1925 року с. Гута-Забілоцька та хутори Сандрачі й Холявка увійшли до складу відновленої Гуто-Забілоцької сільської ради Радомишльського району. Станом на 13 лютого 1928 року на обліку числився х. Топільня. На 1 жовтня 1941 року х. Соболів значився в підпорядкуванні Гуто-Забілоцької сільської ради, хутори Гордів, Дощате, Жиловець, Красна Слобода і Топільня не перебували на обліку населених пунктів.
Станом на 1 вересня 1946 року сільська рада входила до складу Радомишльського району Житомирської області, на обліку в раді перебувало с. Негребівка та х. Товсте.
Ліквідована 11 серпня 1954 року, відповідно до указу Президії Верховної ради Української РСР «Про укрупнення сільських рад по Житомирській області», територію та населені пункти ради приєднано до складу Раковицької сільської ради Радомишльського району Житомирської області.